# Últimas sonatas de Franz Schubert

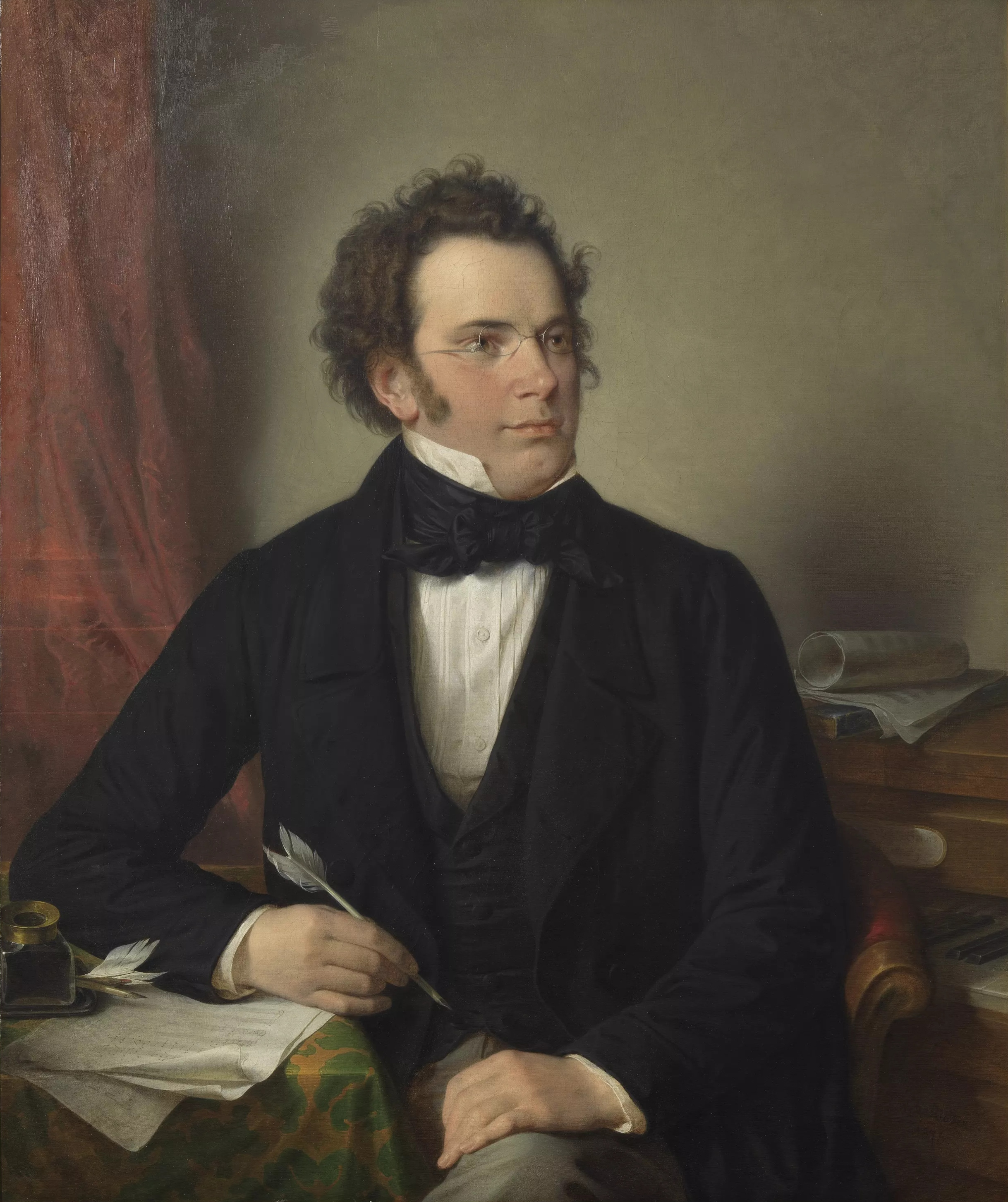
Franz Schubert, compositor de las sonatas. Retrato realizado por Wilhelm August Rieder, 1875, a partir de una acuarela original de 1825.

Las últimas tres sonatas para piano de Franz Schubert, D. 958, 959 y 960, son las últimas grandes composiciones del compositor para piano solo. Fueron escritas durante los últimos meses de su vida, entre la primavera y el otoño de 1828, pero no se publicaron hasta unos diez años después de su muerte, en 1838-1839. Como el resto de las sonatas para piano de Schubert, en el siglo XIX fueron en su mayoría abandonadas. A finales del siglo XX, sin embargo, la opinión pública y crítica había cambiado, y estas sonatas ahora se consideran entre las más importantes de las obras maestras maduras del compositor. Forman parte del repertorio básico de piano, apareciendo regularmente en programas de conciertos y grabaciones.
Una de las razones del largo período de abandono de las sonatas para piano de Schubert parece ser su rechazo por considerarlas estructural y dramáticamente inferiores a las sonatas de Ludwig van Beethoven. De hecho, las últimas sonatas contienen distintas alusiones y similitudes con obras de Beethoven, un compositor venerado por Schubert. Sin embargo, el análisis musicológico ha demostrado que mantienen un estilo individual y maduro. Las últimas sonatas de Schubert ahora son elogiadas por ese estilo maduro, manifestado en características únicas como un diseño cíclico formal y tonal, texturas de música de cámara y una rara profundidad de expresión emocional.
Las tres sonatas están interconectadas cíclicamente por diversos elementos estructurales, armónicos y melódicos que unen todos los movimientos de cada sonata, así como las tres sonatas juntas. En consecuencia, a menudo se los considera una trilogía. También contienen alusiones específicas y similitudes con otras composiciones de Schubert, como su ciclo de canciones Viaje de invierno. Estas conexiones apuntan a emociones turbulentas expresadas en las sonatas, a menudo entendidas como muy personales y autobiográficas. De hecho, algunos investigadores han sugerido narrativas psicológicas específicas para las sonatas, basadas en evidencia histórica sobre la vida del compositor.

## Antecedentes históricos
El último año de la vida de Schubert estuvo marcado por una creciente aclamación pública por las obras del compositor, pero también por el deterioro gradual de su salud. El 26 de marzo de 1828, junto con otros músicos en Viena, Schubert ofreció un concierto público de sus propias obras, que fue un gran éxito y le valió unas considerables ganancias. Además, dos nuevos editores alemanes se interesaron por sus obras, lo que le llevó a un breve período de bienestar financiero. Sin embargo, cuando llegaron los meses de verano, Schubert nuevamente se quedó corto de dinero y tuvo que cancelar algunos viajes que había planeado previamente.
Schubert había estado luchando contra la sífilis desde 1822–1823 y sufría de debilidad, dolores de cabeza y mareos. Sin embargo, parece que llevó una vida relativamente normal hasta septiembre de 1828, cuando aparecieron nuevos síntomas como derrames de sangre. En esta etapa se trasladó de la casa de Viena de su amigo Franz von Schober a la casa de su hermano Ferdinand en los suburbios, siguiendo los consejos de su médico. Desafortunadamente, esto pudo haber empeorado su estado. Sin embargo, hasta las últimas semanas de su vida, en noviembre de 1828, continuó componiendo una cantidad extraordinaria de música, incluidas obras maestras como las tres últimas sonatas.
Schubert probablemente comenzó a esbozar las sonatas alrededor de los meses de primavera de 1828 y las versiones finales las escribió en septiembre. Estos meses también vieron la aparición de las Tres piezas para piano, D. 946, la Misa en mi bemol mayor, D. 950, el Quinteto de cuerda, D. 956 y las canciones publicadas póstumamente como la colección Schwanengesang (D. 957 y D. 965A), entre otras. La sonata final se completó el 26 de septiembre, y dos días después, Schubert tocó la trilogía de sonatas en una reunión nocturna en Viena. En una carta a Probst (uno de sus editores), fechada el 2 de octubre de 1828, Schubert mencionó las sonatas entre otras obras que había completado recientemente y deseaba publicar. Sin embargo, Probst no estaba interesado en las sonatas y el 19 de noviembre, Schubert murió.
Al año siguiente, el hermano de Schubert, Ferdinand, vendió los autógrafos de las sonatas a otro editor, Anton Diabelli, que sólo las publicaría unos diez años más tarde, en 1838 o 1839. Schubert tenía la intención de que las sonatas estuvieran dedicadas a Johann Nepomuk Hummel, a quien admiraba mucho. Hummel fue un destacado pianista, alumno de Mozart y un compositor pionero del estilo romántico (como el propio Schubert). Sin embargo, cuando se publicaron las sonatas en 1839, Hummel había muerto y Diabelli, el nuevo editor, decidió dedicarlas al compositor Robert Schumann, quien había elogiado muchas de las obras de Schubert en sus escritos críticos.

## Estructura

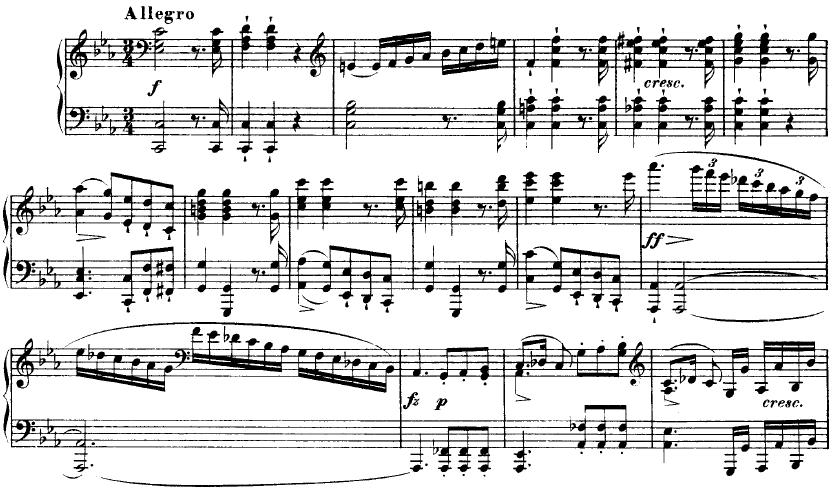
Apertura de la Sonata en do menor.

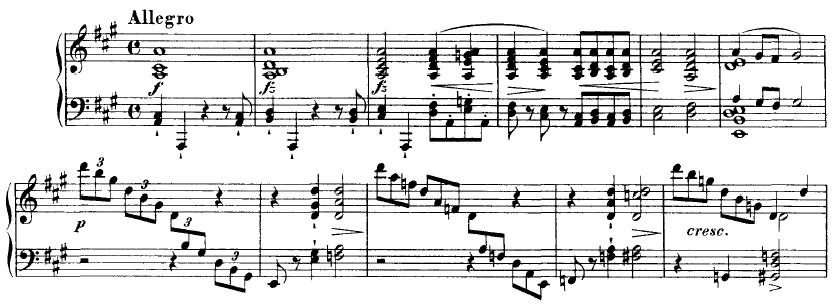
Apertura de la Sonata en la mayor.

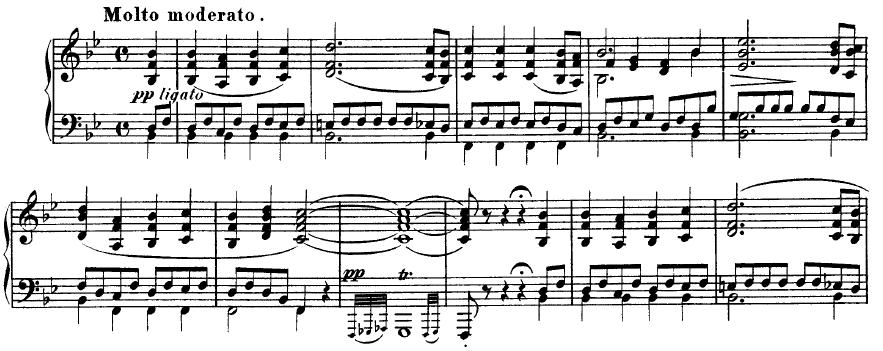
Apertura de la Sonata en si bemol mayor.

Las tres últimas sonatas de Schubert tienen muchas características estructurales en común. D. 958 puede considerarse la extraña del grupo, con varias diferencias de estructura que son notablemente similares en D. 959 y D. 960. Primero, está en una tonalidad menor, y esta es la desviación principal que determina sus otras diferencias con sus compañeras. En consecuencia, el esquema mayor/menor se alterna, con el material principal siendo menor, y las digresiones y el movimiento lento se establecen en el mayor. Su apertura Allegro es considerablemente más concisa que las de las otras dos sonatas y no hace uso de los pasajes expansivos de cuasi-desarrollo modulador y dilatador del tiempo que caracterizan tan fuertemente a los otros dos movimientos de apertura. Además, su movimiento lento sigue una forma ABABA en lugar de la forma ABA de las otras dos sonatas. Su tercer movimiento, en lugar de un scherzo, es un minueto un poco menos animado y más tenue. Finalmente, el final es en forma de sonata en lugar de en forma de sonata rondó.
Sin embargo, estas diferencias son relativas y significativas sólo en comparación con la extrema similitud de D. 959 y D. 960. Esas dos son similares en la medida en que pueden considerarse variaciones en una plantilla de composición idéntica, sin diferencias estructurales importantes. Las tres sonatas comparten un arco dramático común y hacen un uso considerable e idéntico de motivos cíclicos y relaciones tonales para tejer ideas narrativas musicales a través de la obra.
I. El primer movimiento es de tempo moderado o rápido y en forma de sonata. La exposición consta de dos o tres áreas temáticas y tonales y, como es común en el estilo clásico, pasa de la tónica a la dominante (en obras de modo mayor) o al relativo mayor (en obras de modo menor). Sin embargo, como ocurre a menudo con Schubert, el esquema armónico de la exposición implica tonalidades intermedias adicionales, que pueden estar bastante alejadas del eje tónico-dominante y a veces imbuir ciertos pasajes expositivos con el carácter de una sección de desarrollo. Los temas principales de la exposición son a menudo en forma ternaria, con su sección central divagando hacia una tonalidad diferente. Los temas generalmente no forman períodos simétricos y las longitudes de frases irregulares son prominentes. La exposición termina con un cartel de repetición.
La sección de desarrollo se abre con un giro brusco hacia una nueva área tonal. Una nueva temática, basada en un fragmento melódico del segundo grupo temático de la exposición, se presenta en este apartado sobre la figuración rítmica recurrente y luego se desarrolla, sufriendo sucesivas transformaciones. El primer grupo temático regresa en la recapitulación con digresiones armónicas diferentes o adicionales; el segundo grupo regresa inalterado, solo transpuesto una cuarta hacia arriba. La coda corta mantiene la tonalidad tónica y principalmente dinámica suave, logra una resolución de los conflictos del movimiento y finaliza pianissimo.
II. El segundo movimiento es lento, en una tonalidad diferente a la tónica, y en forma ABA (ternaria) o ABABA. Las secciones principales (A y B) están contrastadas en tonalidad y carácter, A es lenta y meditativa; B es más intensa y animada. El movimiento comienza y termina lenta y silenciosamente.
III. El tercer movimiento es una danza (un scherzo o minueto) en la tónica, en forma ternaria ABA general, con un trío en forma ternaria o binaria y en una tonalidad convencionalmente relacionada (relativa mayor, subdominante y paralela menor respectivamente). Se basan en los primeros movimientos de su sonata, con un esquema tonal similar o referencia motivacional. La sección B de cada pieza presenta tonalidades que cumplen importantes funciones dramáticas en movimientos anteriores. Cada uno presenta figuras animadas y divertidas para la mano derecha y cambios abruptos de registro.
IV. El final es en tempo moderado o rápido y en forma de sonata o rondó sonata. Los temas de los finales se caracterizan por largos pasajes de melodía acompañados de ritmos que fluyen implacablemente. La exposición no tiene repetición escrita. La sección de desarrollo es de estilo más ordinario que la del primer movimiento, con frecuentes modulaciones, secuencias y fragmentación del primer tema de la exposición (o el tema principal del rondó).
La recapitulación se parece mucho a la exposición, con los mínimos cambios armónicos necesarios para terminar la sección en la tónica: el primer tema regresa en una versión abreviada; el segundo tema vuelve inalterado, solo transpuesto una cuarta hacia arriba. La coda se basa en el primer tema de la exposición. Se compone de dos partes, la primera tranquila y atenuada, creando una sensación de expectación, la segunda animada, disipando la tensión final en un movimiento decisivo y agitado y termina con acordes tónicos fortissimo y octavas.

## Las sonatas

### Sonata en do menor (D. 958)
- I. Allegro
- II. Adagio
- III. Menuetto: Allegro – Trio
- IV. Allegro

### Sonata en la mayor (D. 959)
- I. Allegro
- II. Andantino
- III. Scherzo: Allegro vivace – Trio: Un poco più lento
- IV. Rondo: Allegretto – Presto

### Sonata en si bemol mayor (D. 960)
- I. Molto moderato
- II. Andante sostenuto
- III. Scherzo: Allegro vivace con delicatezza – Trio
- IV. Allegro ma non troppo – Presto

## Proceso compositivo
El proceso compositivo de las últimas sonatas puede estudiarse debido a la casi completa supervivencia de sus manuscritos. Según estos, las sonatas se escribieron en dos etapas: un boceto preliminar (el primer borrador) y una versión final completa y madura (la copia en limpio).
Los bocetos los escribió durante la primavera y el verano de 1828, posiblemente incluso antes. Los movimientos internos se bosquejaron hasta el compás final, mientras que los movimientos externos en forma de sonata solo se bosquejaron hasta el comienzo de la recapitulación y en la coda. En los bocetos, a veces aparecen en la misma hoja pasajes de diferentes movimientos (o incluso diferentes sonatas). Tal evidencia sugiere que las dos últimas sonatas fueron compuestas en paralelo, al menos en parte. Además, en la Sonata en si ♭, Schubert esbozó el final antes de completar el primer movimiento, a diferencia de su práctica habitual, en la que los finales se concibieron en una etapa posterior.
Las versiones finales de las sonatas transmiten la impresión de una sola unidad y probablemente se anotaron en estrecha sucesión durante septiembre de 1828. Las sonatas fueron etiquetadas como Sonate I, II y III, respectivamente, y Schubert escribió al final del último folio de la tercera sonata la fecha 26 de septiembre. En comparación con los bocetos, las versiones finales están escritas mucho más pulcra y ordenadamente, con notación completa y mayor cuidado por los pequeños detalles.
Un estudio minucioso de las enmiendas que Schubert editó en las versiones finales, en comparación con sus bocetos, revela muchas ideas. «El examen de los bocetos de Schubert para las sonatas lo revela como muy autocrítico; además, muestra que las “longitudes celestiales” de las sonatas fueron en realidad una adición posterior, no concebida desde el principio. En sus correcciones posteriores, Schubert elaboró su temas y los expandió, dándoles más “espacio musical”», en palabras de Alfred Brendel. En la revisión, prosigue Brendel, «las proporciones se rectifican, los detalles empiezan a contar, las fermatas suspenden el tiempo. Los descansos aclaran la estructura, dejando espacio para respirar, aguantando la respiración o escuchando en silencio».
Las principales enmiendas en las versiones finales se pueden resumir de la siguiente manera:
1. La modificación más frecuente es la expansión del material original. Las expansiones frecuentemente repiten compases precedentes o consisten en silencios o figuras de la mano izquierda sin la melodía, proporcionando una pausa en el movimiento. Esto es especialmente notable en el Adagio, minueto y final de la Sonata en do menor, la sección media del Andantino en la Sonata en la mayor y el primer movimiento de la Sonata en si ♭.[23]
2. Los cambios en el tempo o indicaciones métricas, principalmente en los movimientos de apertura: D. 958 me marcó originalmente Allegro moderato, D. 959 I estaba originalmente en tiempo alla breve, la D. 959 II se marcó originalmente como Andante y la D. 960 / I originalmente estaba marcada como Moderato.[24]
3. Algunos de los principales elementos cíclicos de las sonatas solo se agregaron en la versión final. Esto incluye los compases finales de la Sonata en la mayor, que consisten en un cancrizan de su apertura y el arpegio al final del movimiento lento de la misma obra, que anticipa la apertura del scherzo.[25]
4. También se modificaron las transiciones de forma de sonata de tipo clásico, pasando de tónica a dominante. En el movimiento de apertura de la Sonata en la mayor, la transición se escribió originalmente una cuarta más alta; como parece, solo después de descifrar la recapitulación, Schubert decidió transponer la transición en la exposición de acuerdo con el esquema armónico de la recapitulación, creando así la transición de tipo más clásico que establece V de V, que no se encuentra en ningún otro movimiento de apertura en los últimos tiempos de Schubert.[26] En el lugar análogo en el final de la misma sonata, Schubert comenzó a escribir la transición, pero finalmente la descartó y comenzó de nuevo, una vez que se dio cuenta de que todavía estaba en la tónica, en lugar de establecer la dominante.[27] Estos ejemplos demuestran el debilitamiento del eje tónico-dominante en el pensamiento armónico de Schubert y su «aversión general a la dominante».[28]
5. Dos pasajes de las sonatas se modificaron radicalmente: la sección de desarrollo en el final de la Sonata en la mayor y la sección central en el movimiento lento de la Sonata en si ♭.[29]

Además de las diferencias mencionadas anteriormente, se aplicaron al material original muchas otras modificaciones locales de la estructura, la armonía o la textura. En estas modificaciones, algunas progresiones originales excepcionalmente «atrevidas» ocasionalmente se atenuaron, mientras que en otros lugares, la nueva versión era incluso más atrevida que su predecesora.

## Elementos unificadores y ciclicidad
Schubert compuso sus tres últimas sonatas en estrecha sucesión. Tenía la intención de publicarlas como un conjunto, como lo demuestran los títulos de las sonatas. En apoyo de esta opinión de que las sonatas son una sola unidad, el pianista y erudito Alfred Brendel ha encontrado profundos vínculos musicales entre las sonatas. Ha argumentado que las sonatas se complementan entre sí en sus caracteres contrastantes y ha demostrado que toda la trilogía de sonatas se basa en el mismo grupo básico de motivos interválicos. Además, cada una de las sonatas contiene una compleja red de conexiones armónicas y motívicas internas que unen todos los movimientos y los pasajes de un movimiento a menudo reaparecen, generalmente transformados, en movimientos posteriores. La mayoría de estas conexiones son demasiado sutiles para ser detectadas durante la escucha casual. En algunos casos, sin embargo, Schubert cita un tema o pasaje de un movimiento anterior con poca alteración, insertándolo en lugares estructuralmente significativos, creando una alusión inmediatamente audible. Tales conexiones explícitas están relacionadas con la forma cíclica, una de las formas musicales asociadas con el período romántico en la música.

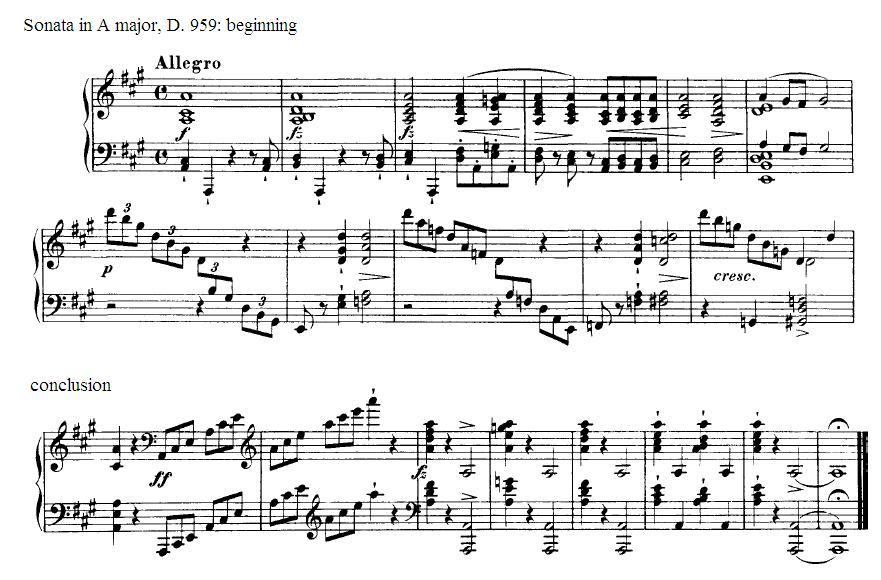
Los compases de apertura y cierre de la Sonata en la mayor. Se observa la relación cancrizan en el tono.

La obra más manifiestamente cíclica de las tres sonatas es la Sonata en la mayor. En el scherzo de la sonata, un pasaje alegre en do mayor es repentinamente interrumpido por una feroz escala descendente en do ♯ menor, que recuerda de cerca un pasaje paralelo en el clímax del movimiento anterior. A esto le sigue en el scherzo un tema de baile cuya melodía se deriva de la melodía de apertura del Andantino. Este momento único es una de las referencias cíclicas más explícitas y audibles de la trilogía de sonatas. Otro elemento cíclico importante en la Sonata en la mayor son las sutiles similitudes y conexiones que existen entre el final de cada movimiento y la apertura del siguiente. La conexión entre la apertura y el final de la sonata en su conjunto es aún más audaz: la sonata termina en un cancrizan de su apertura, un dispositivo de encuadre que probablemente no tiene precedentes en la literatura de sonatas.
En lo que respecta a las conexiones armónicas entre las sonatas, las tres destacan de manera característica las tonalidades de do mayor, do menor, re ♭ mayor, do ♯ menor, sol ♭ mayor, fa ♯ menor, la mayor y si ♭ mayor, si ♭ menor en puntos de importancia estructural. La aparición de estas tonalidades a lo largo de las diferentes sonatas es digna de mención como una geografía armónica vinculante a lo largo de la trilogía, especialmente porque muchas de estas intrusiones tonales tendrían poco sentido dentro del contexto armónico de cada sonata individual por sí misma. Por ejemplo, las tonalidades de do ♯ menor y fa ♯ menor están estrechamente relacionadas con la tonalidad principal de la Sonata en la mayor (en la que también las versiones mayores de dichas tonalidades, do ♯ mayor y fa ♯ mayor, aparecen en el segundo y cuarto movimientos, respectivamente). Sin embargo, la influencia insistentemente recurrente de do ♯ menor y re ♭ mayor (enarmónico de do ♯ mayor) a lo largo de la Sonata de do menor y la presencia aún más penetrante de re ♭ mayor / do ♯ menor y sol ♭ mayor / fa ♯ menor en toda la Sonata en si ♭ mayor, difícilmente podría explicarse como relaciones tonales cercanas. Su presencia se vuelve consistente por su reaparición sistemática a lo largo de la trilogía. Lo mismo se aplica a las yuxtaposiciones bruscas de do mayor y do ♯ menor en el segundo y tercer movimientos de la Sonata en la mayor y en el segundo movimiento de la Sonata en si ♭ mayor, que en ambos casos son ecos que recuerdan de la Sonata do menor en su lucha do – re ♭ / do ♯ a lo largo de sus cuatro movimientos. De manera similar, la tonalidad de la mayor marca el comienzo de manera sorprendente en el movimiento lento de D. 958 y en la recapitulación del primer movimiento de D. 960, la sección central del segundo movimiento y brevemente en el tercer movimiento; mientras que la sonoridad de si ♭ (mayor o menor) se infiltra prominentemente en la cadencia final del primer movimiento de D. 959 y la recapitulación del cuarto movimiento de D. 958.
Charles Fisk, también pianista y estudioso de la música, ha descrito otro elemento cíclico en las últimas sonatas de Schubert: un diseño tonal unificador, que sigue un esquema dramático básico similar en cada una de las tres obras. Según Fisk, cada sonata presenta, en sus inicios, el núcleo generativo de un conflicto musical del que derivará toda la música resultante. El primer movimiento, que comienza y termina en la tonalidad inicial de la sonata, confronta esta tonalidad con una tonalidad o estrato tonal contrastante. Este diseño tonal dicotómico también se manifiesta tanto en el tercer movimiento como en el último, cuyas aperturas son variantes de la apertura del primer movimiento. Además, la tonalidad contrastante se convierte en la tonalidad principal del segundo movimiento, aumentando así la tensión armónica en el medio de la sonata, mientras se proyecta el diseño tonal del primer movimiento (clave de inicio - tonalidad contrastante - clave de inicio) en la sonata en su conjunto. En la primera mitad de cada sonata, el material musical en la tonalidad contrastante se presenta en agudo conflicto con el material en la clave de inicio, en cada aspecto audazmente separado de su entorno. Sin embargo, en los terceros movimientos y especialmente en los finales, este reino tonal contrastante se integra gradualmente en su entorno, aportando un sentido de unidad y resolución al conflicto tonal que se presentó al comienzo de la sonata. Fisk va más allá al interpretar el esquema musical dramático manifestado en el diseño tonal de las sonatas, como la base de una narrativa psicológica única.

## Ediciones y grabaciones disponibles
Se encuentran disponibles varias ediciones muy aclamadas de las últimas sonatas de Schubert, como las de Bärenreiter, Henle, Universal y Oxford University Press. Sin embargo, estas ediciones han recibido ocasionalmente algunas críticas por la interpretación o notación incorrecta de las intenciones de Schubert, en temas como descifrar los tonos correctos del manuscrito, escritura musical trémolo, discriminación entre marcas de acento y decrescendo y reconstrucción de compasaes faltantes.
Las sonatas han sido interpretadas y grabadas por numerosos pianistas. Muchos, especialmente los devotos intérpretes de Schubert, han grabado toda la trilogía de sonatas (y a menudo todas las sonatas de Schubert o todo su repertorio de piano en conjunto). Otros han bastado con sólo una o dos de las sonatas. De las tres sonatas, la última (en si ♭) es la más famosa y la más grabada. La siguiente es una lista incompleta de pianistas que han realizado grabaciones comerciales notables de la trilogía de sonata, en su totalidad o en parte:
- Trilogía de sonatas completa: Leif Ove Andsnes, Claudio Arrau, Paul Badura-Skoda, Daniel Barenboim, Alfred Brendel (varias grabaciones), Richard Goode, Wilhelm Kempff, Walter Klien, Stephen Kovacevich, Paul Lewis, Alexander Lonquich, Radu Lupu, Murray Perahia, Maurizio Pollini, András Schiff, Andreas Staier, Martino Tirimo, Mitsuko Uchida, Christian Zacharias.
- Sonata en do menor: Nikolai Lugansky, Sviatoslav Richter.
- Sonata en la mayor: Vladimir Ashkenazy, Jorge Bolet, Christoph Eschenbach, Artur Schnabel, Rudolf Serkin, Krystian Zimerman.
- Sonata en si ♭: Clifford Curzon, Jörg Demus, Leon Fleisher (dos grabaciones), Clara Haskil, Vladimir Horowitz (dos grabaciones), Evgeny Kissin, Anna Malikova, Maria João Pires, Menahem Pressler, Sviatoslav Richter (cuatro grabaciones), Arthur Rubinstein (dos grabaciones), Artur Schnabel, Rudolf Serkin (dos grabaciones), Vladimir Sofronitsky, Maria Yudina, Krystian Zimerman.